# Sint-Antonius Kluizenaarkerk (Aubel)

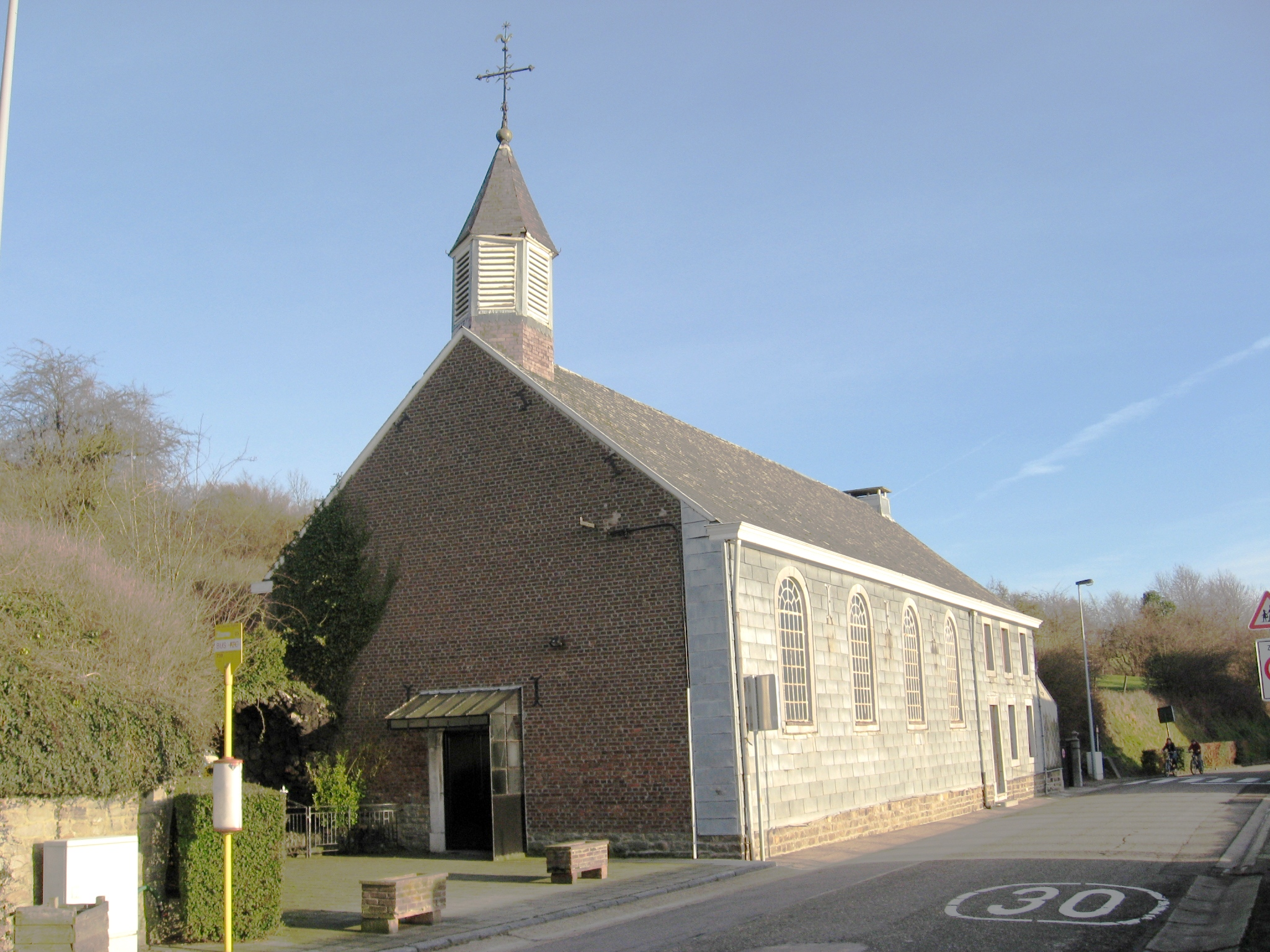
Sint-Antonius Kluizenaarkerk

De Sint-Antonius Kluizenaarkerk (Église Saint-Antoine Ermite) is een kerkgebouw in de buurtschap La Clouse van de Belgische gemeente Aubel, gelegen aan de Rue de la Clouse 172.

## Geschiedenis
In 1644 werd een kapel bij de kluis gebouwd, die in 1789 herbouwd werd en in 1842 verheven werd tot parochiekerk.
Het is een eenvoudig gebouw onder zadeldak, in lengterichting aan de straat gelegen, met een bakstenen westgevel, waarboven zich een zeskantige dakruiter bevindt. De zuidgevel is bedekt met zinkplaten, waaronder zich het chronogram AD AVXILIVM OVILIS REPVLLVLO bevindt, dat 1789 oplevert.
Naast de kerk bevindt zich een pastorie.

## Interieur
De kerk bezit een Sint-Antoniusbeeld van omstreeks 1500. Er is een 18e-eeuws kruisbeeld. Het kerkmeubilair is 18e-eeuws en omvat een altaar, afkomstig van Montzen, een preekstoel, kerkbanken, een communiebank en een orgel.